# Список пісень про російсько-українську війну (з 2022)

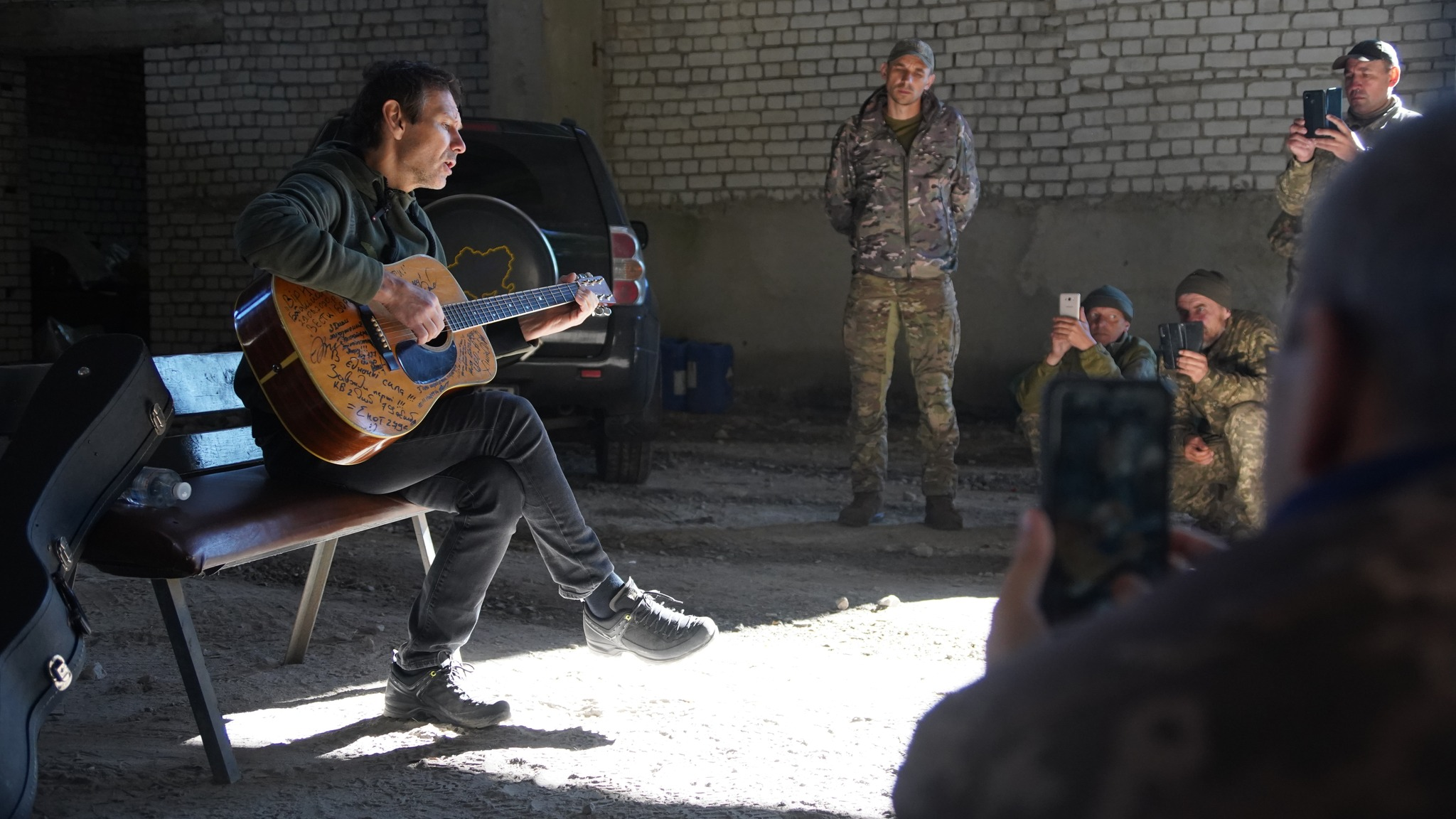
Святослав Вакарчук дає польовий концерт бійцям 28 ОМБр

Список пісень про війну, що вийшли після початку російського вторгнення у 2022 році, та розкривають тему війни, окремих її явищ чи наслідків. 

## Українською мовою
| Дата релізу | Назва пісні                                                                     | Виконавець                                                                                | Коментарі та джерела                                                                          |
| ----------- | ------------------------------------------------------------------------------- | ----------------------------------------------------------------------------------------- | --------------------------------------------------------------------------------------------- |
| 2022-02-19  | Нестор                                                                          | Кому Вниз                                                                                 | Присвячено полку «Азов»                                                                       |
| 2022-05-22  | Азов-Сталь                                                                      | Kozak System                                                                              | Про захисників Азовсталі                                                                      |
| 2022-03-01  | Байрактар                                                                       | Тарас Боровок                                                                             |                                                                                               |
| 2022-03-19  | Шарабан                                                                         | Yurcash за участю Карпатської Січі                                                        | Музика: народна. Слова: народні, Олег Куцин, Юрко Юрченко                                     |
| 2022-05-03  | Він в ЗСУ. Вона в ТРО                                                           | Yurcash                                                                                   | Присвячено побратимові Яру (Ярославу Петровичу). Автор слів: Максим Кривцов                   |
| 2022-07-02  | Панівна висота                                                                  | Yurcash                                                                                   | Автор слів: Максим Кривцов                                                                    |
| 2023-01-19  | Кіт-собака                                                                      | EL Кравчук                                                                                | Присвята українкам під час війни                                                              |
| 2022-05-05  | Без страху                                                                      | EL Кравчук                                                                                |                                                                                               |
| 2022-07-26  | Тато                                                                            | EL Кравчук                                                                                | Кліп про дитинство в умовах війни                                                             |
| 2023-10-19  | Додому                                                                          | EL Кравчук                                                                                | Пісня про біженство                                                                           |
| 2022-05-24  | Боремося                                                                        | TVORCHI                                                                                   |                                                                                               |
| 2022-06-07  | Бо ти моя Азовсталь                                                             | TARABAROVA та Макс Пташник                                                                |                                                                                               |
| 2022-03-16  | Брате мій, вставай!                                                             | Tabakov                                                                                   | [ 3 ]                                                                                         |
| 2022-03-05  | Буде весна                                                                      | Макс Барських                                                                             |                                                                                               |
| 2022-03-27  | Вартові берегів                                                                 | Христина Панасюк                                                                          |                                                                                               |
| 2022-04-26  | Вдихай                                                                          | Цвях та Василь Троць                                                                      |                                                                                               |
| 2022-08-16  | Вільні. Нескорені                                                               | Тіна Кароль                                                                               |                                                                                               |
| 2022-08-24  | Візьми лише найважливіше                                                        | Gogol Bordello ft Kazka                                                                   | Присвячено українським біженцям; на слова Сергія Жадана                                       |
| 2022-08-12  | Віхола                                                                          | Веремій                                                                                   |                                                                                               |
| 2022-07-12  | Воїни світла                                                                    | Ляпис Трубецкой                                                                           | Переклад Сергія Жадана з російської                                                           |
| 2022-05-23  | Враже                                                                           | Енджі Крейда                                                                              |                                                                                               |
| 2022-10-14  | Гей, Мамо!                                                                      | Висока Напруга                                                                            |                                                                                               |
| 2022-04-10  | Геть з України, москаль некрасівий!                                             | Jerry Heil                                                                                |                                                                                               |
| 2022-09-15  | Грьобані цапи                                                                   | Позивний Музикант                                                                         |                                                                                               |
| 2022-04-07  | Далі ми самі                                                                    | Сергій Бабкін та Sound Kalpa                                                              |                                                                                               |
| 2022-03-06  | Дім                                                                             | ЯВА                                                                                       |                                                                                               |
| 2022-03-16  | Діти                                                                            | Жадан і Собаки та Вертеп                                                                  |                                                                                               |
| 2022-05-07  | Дике поле                                                                       | Yarmak та ALISA                                                                           |                                                                                               |
| 2021-10-29  | Доброго вечора, ми з України!                                                   | PROBASS ∆ HARDI                                                                           | Пісня написана та видана до війни, але стала одним із її культурних символів                  |
| 2022-04-27  | Допоможе ЗСУ                                                                    | Chico & Qatoshi                                                                           | [ 5 ]                                                                                         |
| 2022-03-03  | Дорога Воїна                                                                    | Марія Яремчук                                                                             | [ 6 ]                                                                                         |
| 2021-11-21  | Дракон                                                                          | ЯРРА                                                                                      | Пісню написано до війни, але потім присвячено «Привиду Києва»                                 |
| 2022-08-13  | Друга армія у світі                                                             | Oisho BTZ                                                                                 |                                                                                               |
| 2022-07-06  | Дух гармат міцніший                                                             | Хорея Козацька                                                                            |                                                                                               |
| 2022-03-08  | Забирайся, війна!                                                               | Tabakov                                                                                   |                                                                                               |
| 2022-11-03  | Загартовані вогнем                                                              | Христина Панасюк                                                                          |                                                                                               |
| 2022-04-12  | Залишіться живі                                                                 | Відчай                                                                                    |                                                                                               |
| 2022-08-07  | Залізні птахи                                                                   | Христина Панасюк                                                                          | Присвячено Повітряним силам ЗСУ                                                               |
| 2022-05-02  | Залужний мутить двіж                                                            | Oisho BTZ                                                                                 |                                                                                               |
| 2022-04-05  | За Вкраїну-неньку                                                               | Тінь Сонця                                                                                |                                                                                               |
| 2022-09-19  | Здохни, кремлівська тварь                                                       | 69 КРОКІВ                                                                                 |                                                                                               |
| 2022-03-16  | І СіЮ / I SeeYou                                                                | ROXOLANA                                                                                  | [ 7 ]                                                                                         |
| 2022-09-12  | Кава і мертва русня                                                             | Max Paragraph                                                                             |                                                                                               |
| 2022-07-27  | Квіти мінних зон                                                                | Океан Ельзи                                                                               | Написана за кілька років до вторгнення                                                        |
| 2022-03-08  | Крила                                                                           | Karta Svitu                                                                               | [ 8 ]                                                                                         |
| 2022-10-08  | Куля                                                                            | Hurtowyna                                                                                 |                                                                                               |
| 2022-03-28  | Героям слава!                                                                   | Лявон Вольський                                                                           | Текст українською написаний В'ячеславом Левицьким                                             |
| 2022-07-19  | Марш артилерії                                                                  | Кому Вниз                                                                                 |                                                                                               |
| 2022-04-09  | Мама Галичина                                                                   | Карна                                                                                     | Присвячено загиблому Юрію Руфу                                                                |
| 2022-03-01  | Мамо                                                                            | Kozak System                                                                              | Написана до війни, але її сенс змінено війною                                                 |
| 2022-05-24  | Метро                                                                           | Жадан і Собаки                                                                            | [ 11 ]                                                                                        |
| 2022-04-22  | Місто Марії                                                                     | Океан Ельзи                                                                               | Про Маріуполь                                                                                 |
| 2022-07-05  | Мольфар                                                                         | Kozak System                                                                              | Присвячено всім, хто захищав Україну з 2014 року                                              |
| 2022-03-21  | Моя земля                                                                       | Garna                                                                                     |                                                                                               |
| 2022-08-24  | Моя країна                                                                      | Yarmak та TOF                                                                             |                                                                                               |
| 2022-03-16  | Моя Україна                                                                     | TamerlanAlena X Andi Vax                                                                  |                                                                                               |
| 2022-11-12  | Натхненні ЗСУ                                                                   | Ukie'z                                                                                    |                                                                                               |
| 2022-04-23  | Наш Маріуполь                                                                   | Tabakov                                                                                   | Про Маріуполь та його захисників                                                              |
| 2022-04-05  | Незламна віра в Перемогу!                                                       | Сергій Василюк                                                                            | На слова Андрія Рибалка, побратима Сергія Василюка                                            |
| 2022-09-30  | Немає війни                                                                     | Руслан Горовий                                                                            |                                                                                               |
| 2022-05-06  | Не забудем і не пробачим                                                        | SKOFKA                                                                                    | [ 12 ]                                                                                        |
| 2022-07-29  | Не покинь                                                                       | Kozak System                                                                              | Пам'яті загиблого поета Гліба Бабіча, який писав тексти пісень, в тому числі для Kozak System |
| 2022-03-01  | Не помирай                                                                      | J:МОРС                                                                                    | Пісню було написано до війни                                                                  |
| 2022-04-15  | Новий світанок                                                                  | Тінь Сонця                                                                                | Присвячено загиблому Юрію Руфу; пісню написано на його вірш                                   |
| 2022-03-19  | Ой у лузі червона калина                                                        | Андрій Хливнюк                                                                            | Переспів однойменної пісні                                                                    |
| 2022-03-11  | Переможна пісня                                                                 | Рай Із Твоїх Снів                                                                         |                                                                                               |
| 2022-08-26  | Перунові Сини                                                                   | ЯРРА                                                                                      | Про українських артилеристів                                                                  |
| 2022-08-03  | Пес Патрон                                                                      | Karta Svitu та Aivan Maroun                                                               | Про собаку-сапера Патрона                                                                     |
| 2022-08-09  | Повертайся живим                                                                | SadSvit та Morphom                                                                        |                                                                                               |
| 2022-07-02  | Поклади в кармани насіння                                                       | Гайs                                                                                      | Пісня, надихнена жінкою з Генічеська, що сказала окупанту покласти насіння в кишені           |
| 2022-08-11  | Попіл                                                                           | Відчай та хейтспіч                                                                        |                                                                                               |
| 2022-04-29  | русніпи                                                                         | хейтспіч                                                                                  |                                                                                               |
| 2022-07-07  | Сили Перемоги                                                                   | Gogol Bordello ft Сергій Жадан та Kazka                                                   |                                                                                               |
| 2022-05-15  | Сльози Маріуполя                                                                | Puerto Friko                                                                              | Про Маріуполь та його захисників                                                              |
| 2022-06-26  | СПИ                                                                             | Гайs                                                                                      | Про херсонських партизанів                                                                    |
| 2022-06-23  | Сталеві люди                                                                    | Христина Панасюк                                                                          |                                                                                               |
| 2022-08-17  | Страдча                                                                         | SadSvit та Лея                                                                            |                                                                                               |
| 2022-08-23  | Танго смерті                                                                    | Пиріг і Батіг                                                                             |                                                                                               |
| 2022-03-03  | Тероборона                                                                      | Gogol Bordello ft The Cossacks                                                            |                                                                                               |
| 2022-04-07  | Українська лють                                                                 | Христина Соловій                                                                          | Переклад пісні італійських повстанців «Bella ciao»                                            |
| 2022-09-18  | Хай Марс Рулить!                                                                | Crazy Lazy                                                                                | Про M142 HIMARS                                                                               |
| 2022-12-06  | Хартія. Марш.                                                                   | Жадан і Собаки                                                                            | Присвячено добровольчому підрозділу «Хартія» у складі 127 ОБр СТрО (м. Харків)                |
| 2022-11-04  | Херсон                                                                          | The Bull Dozzer ft YAD band                                                               |                                                                                               |
| 2022-09-16  | Час вбивати                                                                     | Harmata                                                                                   |                                                                                               |
| 2022-07-01  | Чи ти чув                                                                       | Друга Ріка ft ЕХО                                                                         | Про Маріуполь та його захисників                                                              |
| 2022-08-19  | Я Солдат                                                                        | Сергій Бабкін                                                                             | Переспів однойменної пісні 5'nizza з текстом українською                                      |
| 2022-09-16  | Як відгримить війна                                                             | Kozak System                                                                              | Пісня була написана за кілька років до повномасштабного вторгнення                            |
| 2022-09-22  | Янголик                                                                         | Цвях                                                                                      | Присвячено полку «Азов»                                                                       |
| 2022-04-13  | Go On Home russian Soldiers                                                     | ShamRocks                                                                                 | Кавер на ірландську пісню «Go on home, British soldiers»                                      |
| 2022-03-25  | I am not ok                                                                     | Kazka                                                                                     | Частково написана англійською                                                                 |
| 2022-04-25  | maskva                                                                          | Спів Братів                                                                               | Про знищення крейсера «Москва»                                                                |
| 2022-10-24  | Zомбі                                                                           | TARAS KEEN                                                                                |                                                                                               |
| 2022-06-25  | москва                                                                          | хейтспіч, діти інженерів                                                                  | Про знищення крейсера «Москва»                                                                |
| 2022-06-28  | Горить Москва                                                                   | ДІТИ Фрістайла                                                                            | Про знищення крейсера «Москва»                                                                |
| 2022-04-18  | Україна Переможе                                                                | Олександр Пономарьов, Михайло Хома, Тарас Тополя, Євген Кошовий, Юрій Ткач і Петро Чорний | Про знищення крейсера «Москва»                                                                |
| 2022-03-03  | «Це Мій Дім»                                                                    | Олександр Положинський                                                                    |                                                                                               |
| 2023-04-06  | «Ставай До Лав»                                                                 | Олександр Положинський                                                                    |                                                                                               |
| 2023-10-01  | «Рушаємо»                                                                       | Прозак                                                                                    |                                                                                               |
| 2023-12-30  | «Сила»                                                                          | Прозак                                                                                    |                                                                                               |
| 2023-12-20  | «Передайте нашим»                                                               | Прозак                                                                                    |                                                                                               |
| 2023-10-30  | «Страта»                                                                        | Прозак                                                                                    |                                                                                               |
| 2024-02-23  | «Тримайся»                                                                      | Прозак                                                                                    |                                                                                               |
| 2024-01-16  | «Непохитності суть (Навічно 25)»/«Perseverance Is the Essence (Forever 25)»     | Khors                                                                                     | Присвячено всім захисникам України, написано під упливом смерті Георгія Тарасенка             |
| 2024-06-12  | «Згаслі Свічки Мертвих Міст»/«Extinct Candles of Dead Cities»                   | Khors                                                                                     |                                                                                               |
| 2024-12-13  | «На Крилах Відчаю та Лютої Вражди»/«On the Wings of Despair and Burning Enmity» | Khors                                                                                     |                                                                                               |
| 2024-12-13  | «Ще Один Рік»/«Another Year»                                                    | Khors                                                                                     |                                                                                               |
| 2024-12-13  | «Боги Зрять»/«Gods Are Watching»                                                | Khors                                                                                     |                                                                                               |
| 2024-08-23  | «F-16»                                                                          | DJ Сіль                                                                                   | Пісня в жанрі Phonk про звитягу українських військових пілотів, які літають на F-16           |
| 2024-11-18  | «Золото і блакить»                                                              | ZWYNTAR, Третя Штурмова                                                                   |                                                                                               |

## Іншими мовами
| Дата релізу | Мова                   | Назва пісні                      | Виконавець                  | Країна          | Коментар/Примітка                                                                                   |
| ----------- | ---------------------- | -------------------------------- | --------------------------- | --------------- | --------------------------------------------------------------------------------------------------- |
| 2023-01-24  | англійська             | Ми не самі                       | Billy Talent ft Бетон       | Канада          | [ 21 ]                                                                                              |
| 2022-05-09  | російська              | Назад, Россия!                   | Ногу свело!                 | Росія           | |
| 2022-03-31  | російська              | Нам не нужна война!              | Ногу свело!                 | Росія           | |
| 2022-08-16  | російська              | Ойда                             | Oxxxymiron                  | Росія           | |
| 2022-09-08  | білоруська             | Перамогі сцяг                    | Тінь Сонця                  | Україна         | На музику пісні «Меч Арея». Присвячено Полку Кастуся Калиновського                                  |
| 2022-03-25  | білоруська             | Праз вызваленне Украіны!         | Юрый Стыльскі (Дай Дарогу!) | Білорусь        | Присвячено білоруським добровольцям та Полку Калиновського                                          |
| 2022-06-12  | російська              | Украина                          | Ногу свело!                 | Росія           | |
| 2022-03-12  | російська              | Я солдат                         | Сергій Бабкін               | Україна         | Переспів однойменної пісні 5'nizza зі зміненим текстом російською                                   |
| 2022-09-07  | англійська             | A Song Of Liberty                | Flogging Molly              | США             | |
| 2022-26-08  | англійська / фінська   | Crystallomancy / Krystallomantia | Korpiklaani                 | Фінляндія       | Пісня писалась довго, але фінальний текст зазнав впливу через війну                                 |
| 2022-06-23  | англійська             | Generation Cancellation          | Little Big                  | Росія           | |
| 2022-03-08  | англійська, українська | Hey, Hey, Rise Up!               | Pink Floyd                  | Велика Британія | Переспів «Ой у лузі червона калина» разом із Андрієм Хливнюком. Перша нова пісня групи з 1994 року. |
| 2022-03-25  | англійська, українська | I am not ok                      | Kazka                       | Україна         | |
| 2022-02-27  | а капела               | Slava Ukraini!                   | Маркус Паус                 | Норвегія        | Написана офіційним композитором Збройних сил Норвегії, містить мотив з гімну України                |
| 2022-03-29  | англійська             | Soldier                          | Сергій Бабкін               | Україна         | Переспів однойменної пісні 5'nizza з текстом англійською                                            |
| 2022-08-17  | англійська             | Take Only What You Can Carry     | Gogol Bordello ft Kazka     | США             | Присвячено українським біженцям                                                                     |
| 2022-03-13  | російська              | Zажаренные тигры                 | GARMATA                     | Україна         | Кавер на «Малиновая лада»                                                                           |

## Інше
- 28 березня 2022 року гурт Scorpions на концерті в Лас-Вегасі виконав свою пісню Wind of Change, замінивши рядок «Берегом Москви-ріки до парку Горького…» вокаліст Клаус Майне заспівав «А тепер послухай моє серце – там написано Україна»[26].
- На початку квітня 2022 року американська співачка Біллі Айліш присвятила пісню Your Power з нового альбому українцям[27].
- Британський інді-гурт Florence + The Machine присвятив записану раніше пісню Free українцям під час її релізу 30 квітня 2022 року. Кліп на пісню було знято 2021 року в Києві[28].
- 2 травня 2022 року Ед Ширан випустив версію пісні 2step за участю українського поп-рок гурту Антитіла. Музичний кліп на пісню був знятий у Києві ще до війни та викладений 22 квітня.